# District de Qambar Shahdadkot
Le district de Qambar Shahdadkot ou Kambar Shahdad Kot (en ourdou : ضلع قمبرشہدادکوٹ) est une subdivision administrative du nord de la province du Sind au Pakistan. Sa capitale est Qambar.
Créé en 2004, le district compte près de 1,3 million d'habitants en 2017. La population, qui parle essentiellement sindhi, est principalement rurale et vit de l'agriculture. Le district est surtout pauvre et peu développé. C'est un fief du Parti du peuple pakistanais.

## Histoire
La région de Qambar Shahdadkot a été sous la domination de diverses puissances au cours de l'histoire, notamment le Sultanat de Delhi puis l'Empire moghol, avant d'être est intégrée au Raj britannique en 1858. La population majoritairement musulmane a soutenu la création du Pakistan en 1947.
Le district a été créé le 14 décembre 2004 en amputant le district de Larkana.

## Démographie
Lors du recensement de 1998, la population des tehsils qui constitueront plus tard le district a été évaluée à 924 294 personnes, dont environ 25 % d'urbains.
Le recensement suivant mené en 2017 pointe une population de 1 341 042 habitants, soit une croissance annuelle de 2 %, un peu inférieure aux moyennes nationale et provinciale. Le taux d'urbanisation augmente un peu pour s'établir à 30 %.
La langue la plus parlée du district est de loin le sindhi, pour près de 98 % des habitants. Près de 96 % de la population du district est musulmane ainsi qu'environ 3 % hindoue et 1 % chrétienne en 1998.

## Administration

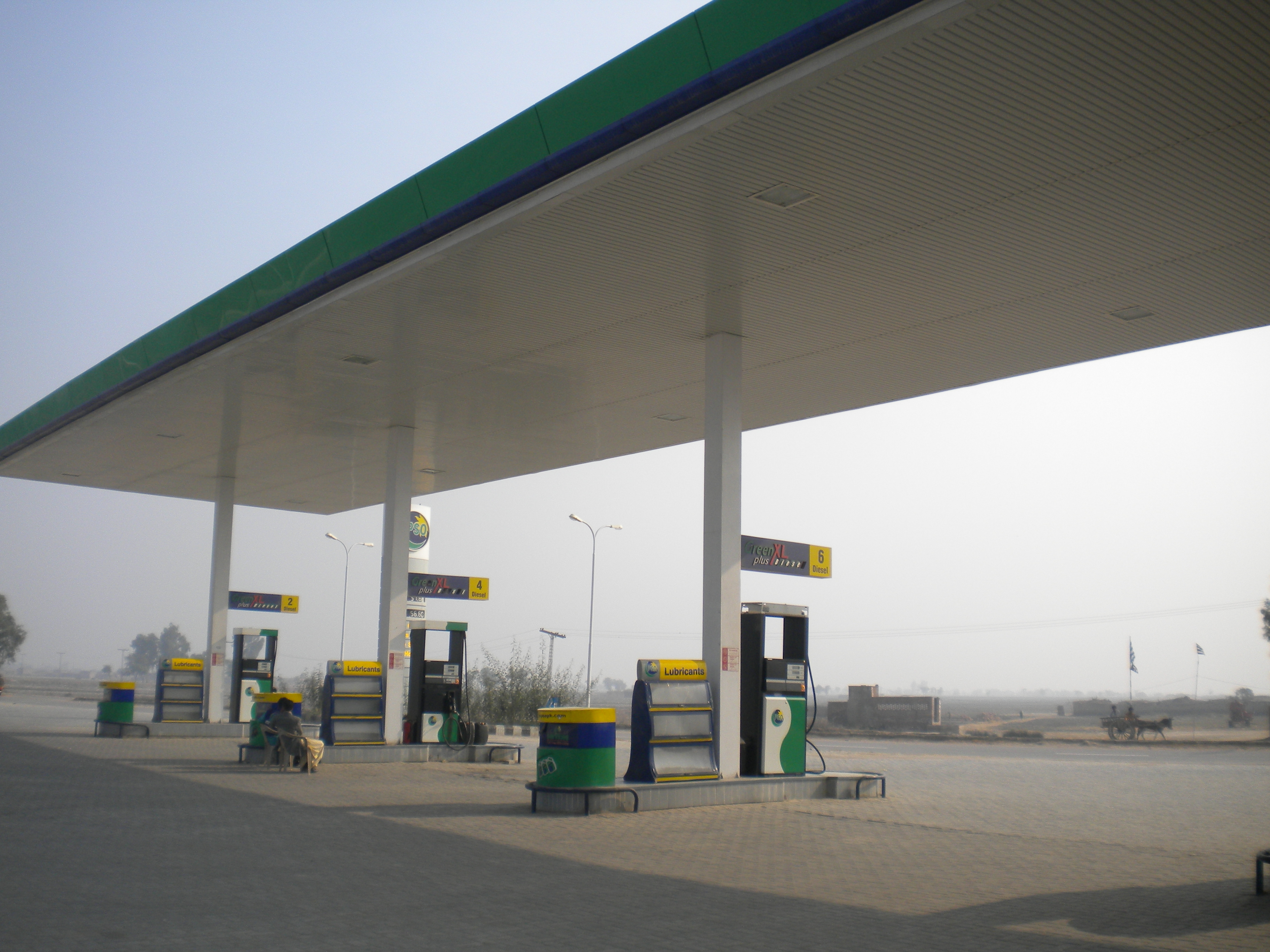
Vue d'une station essence dans le district.

Le district est divisé en sept tehsils ainsi que 52 Union Councils.
| Tehsil          | Population (rec. 2017) |
| --------------- | ---------------------- |
| Qambar Ali Khan | 395 206                |
| Miro Khan       | 158 191                |
| Nasirabad       | 151 500                |
| Qubo Saeed Khan | 85 970                 |
| Shahdad Kot     | 202 745                |
| Sujawal Junejo  | 117 459                |
| Warah           | 229 971                |

Sept villes du district comptent plus de 20 000 habitants. La plus importante est Shahdadkot, qui fait rare n'est pas la capitale du district. Cette dernière, Qambar, détient toutefois une population similaire. Les deux villes rassemblent près de 16 % des habitants du district et 55 % de sa population urbaine.
| Ville           | Population (rec. 2017) |
| --------------- | ---------------------- |
| Shahdadkot      | 118 915                |
| Qambar          | 101 474                |
| Warah           | 37 931                 |
| Nasirabad       | 37 777                 |
| Qubo Saeed Khan | 27 898                 |
| Mirokhan        | 21 255                 |
| Behram          | 21 008                 |

## Économie et éducation
Le district est surtout pauvre et rural. Peu développé, il est assez excentré. Les deux villes principales de Shahdadkot et Qambar étaient desservies par le train, grâce à la ligne Larkana-Jacobabad, mais celle-ci a été supprimée en 2005. Depuis 2017, le district est toutefois desservi par l'autoroute M-8 qui relie Gwadar à Ratodero.
Selon un classement national de la qualité de l'éducation, le district se situe bien en dessous dans la médiane du pays, avec une note de 52 sur 100 et une égalité entre filles et garçons de 75 %. Il est classé 94e sur 141 districts au niveau des résultats scolaires et 78e sur 155 au niveau de la qualité des infrastructures des établissements du primaire.

## Politique
À la suite de la réforme électorale de 2018, le district est représenté par les deux circonscriptions no 202 et 203 à l'Assemblée nationale ainsi que les quatre circonscriptions no 14 à 17 de l'Assemblée provinciale du Sind. Lors des élections législatives de 2018, elles sont toutes remportées par des membres du Parti du peuple pakistanais.
| Parti                                       | Voix (national) | %       | Élus nationaux | Élus provinciaux |
| ------------------------------------------- | --------------- | ------- | -------------- | ---------------- |
| Parti du peuple pakistanais                 | 152 221         | 65,25 % | 2              | 3                |
| Muttahida Majlis-e-Amal                     | 36 052          | 15,45 % | 0              | 0                |
| Mouvement du Pakistan pour la justice       | 22 645          | 9,71 %  | 0              | 0                |
| Grande alliance démocratique                | 6 857           | 2,94 %  | 0              | 0                |
| Autres partis                               | 5 072           | 2,17 %  | 0              | 0                |
| Indépendants                                | 10 141          | 4,35 %  | 0              | 0                |
| Total exprimés (participation : 39,39 %)    | 233 295         | 100 %   | 1              | 3                |
| Source : Commission électorale du Pakistan, |                 |         |                |                  |